# The European Invasion - Doom Troopin' Live
Albums de Black Label Society
Boozed, Broozed, and Broken-Boned
(2003) Skullage
(2009)
The European Invasion - Doom Troopin' Live est le deuxième DVD musical du groupe de heavy metal américain Black Label Society. Il est sorti en 2006, juste avant leur album Shot to Hell
Le DVD contient les enregistrements de deux concerts différents : le premier, tourné à Paris, et le second, tourné à Londres. Il inclut également les clips vidéos des chansons Suicide Messiah (ainsi que son making of), In this River et Fire It Up. On y retrouve enfin un court-métrage de 50 minutes intitulée Backstage Pass.

## Liste des morceaux

### Paris chapter
1. Intro Jam
2. Stoned and Drunk
3. Destruction Overdrive
4. Been a Long Time
5. Iron Man Interlude
6. Funeral Bell
7. Suffering Overdue
8. In This River
9. Suicide Messiah
10. Demise of Sanity
11. Spread Your Wings
12. Solo Acoustic Jam
13. Spoke In The Wheel
14. Fire It Up
15. Stillborn
16. Genocide Junkies

### London chapter
1. Been a Long Time
2. Suicide Messiah
3. Stillborn Jam
4. Genocide Junkies

## Crédits
- Zakk Wylde : chant, guitare
- Nick Catanese : guitare, chant
- James LoMenzo : basse, chant
- Craig Nunenmacher : batterie